# 度會町
度會町（日语：／ Watarai chō */?）是位於日本三重縣中部的行政區劃，轄區主要位於宮川支流一之瀨川流域。

## 人口
| 度會町人口分布圖 |                                               |  |
| 度會町與日本全國年齡別人口分布比較圖 （2005年資料） | 度會町的年齡、男女別人口分布圖 （2005年資料） |  |
| ■紫色是度會町 ■綠色是全国 | ■藍色是男性 ■紅色是女性                       |  |
| 度會町人口變化 \| 1970年 \| 8,323人 \| \| \| 1975年 \| 8,402人 \| \| \| 1980年 \| 8,730人 \| \| \| 1985年 \| 8,996人 \| \| \| 1990年 \| 9,075人 \| \| \| 1995年 \| 9,077人 \| \| \| 2000年 \| 9,218人 \| \| \| 2005年 \| 9,057人 \| \| \| 2010年 \| 8,692人 \| \| \| 2015年 \| 8,309人 \| \| \| 2020年 \| 7,847人 \| \| |                                               |  |
| 資料來源：日本總務省統計中心提供之人口普查數據 |                                               |  |
| 1970年 | 8,323人                                       |  |
| 1975年 | 8,402人                                       |  |
| 1980年 | 8,730人                                       |  |
| 1985年 | 8,996人                                       |  |
| 1990年 | 9,075人                                       |  |
| 1995年 | 9,077人                                       |  |
| 2000年 | 9,218人                                       |  |
| 2005年 | 9,057人                                       |  |
| 2010年 | 8,692人                                       |  |
| 2015年 | 8,309人                                       |  |
| 2020年 | 7,847人                                       |  |

## 歷史
過去在令制國時代屬於伊勢國度會郡，曾是伊勢神宮的領地，但在14世紀後隨著地方勢力的興起，逐漸被北畠氏所掌握；在江戶時代成為紀州德川家紀州藩領地，19世紀末廢藩置縣後一度隸屬和歌山縣，直到1872年第一次府縣整併時改劃入度會縣，1876年再併入三重縣。
1889年日本實施町村制，現在的度會町轄區在當時分屬內城田村、中川村、一之瀨村、小川鄉村四個行政區劃；1955年這四個行政區劃合併為度會村，1968年再升格為度會町。

### 變遷表
| 1889年4月1日 | 1889年 - 1912年 | 1912年 - 1944年 | 1945年 - 1954年 | 1955年 - 1989年           | 1955年 - 1989年           | 1989年 - 現在             | 現在                      |
| ------------ | --------------- | --------------- | --------------- | ------------------------- | ------------------------- | ------------------------- | ------------------------- |
| 內城田村     | 內城田村        | 內城田村        | 內城田村        | 1955年4月1日 合併為度會村 | 1968年1月1日 改制為度會町 | 1968年1月1日 改制為度會町 | 1968年1月1日 改制為度會町 |
| 中川村       |                 |                 |                 | 1955年4月1日 合併為度會村 | 1968年1月1日 改制為度會町 | 1968年1月1日 改制為度會町 | 1968年1月1日 改制為度會町 |
| 一之瀨村     |                 |                 |                 | 1955年4月1日 合併為度會村 | 1968年1月1日 改制為度會町 | 1968年1月1日 改制為度會町 | 1968年1月1日 改制為度會町 |
| 小川鄉村     |                 |                 |                 | 1955年4月1日 合併為度會村 | 1968年1月1日 改制為度會町 | 1968年1月1日 改制為度會町 | 1968年1月1日 改制為度會町 |

## 交通
度會町內並無鐵路通過，對外交通主要經由三重交通經營的客運路線前往位於伊勢市的伊勢市車站，再轉乘當地的客運或是鐵路運輸。

## 外部連結
- （日語） 度会町 ティーナ的Facebook專頁
- （日語） 度會町的Instagram帳戶
- （日語） YouTube上的度會町頻道